# Напланум
Напланум (Na-ap-la-nu-um) — вождь одного из аморейских племён (возможно это племя амнанум), правил приблизительно в 2026 — 2005 годах до н. э.

## Биография
В коротком списке царей Ларсы, составленном в правление вавилонского царя Самсу-илуны преемника Хаммурапи, Напланум представлен как основатель династии и первый царь города Ларсы, расположенного в номе Урук. Простой расчёт по годам правления царей Ларсы данными этим списком, указывает, что Напланум являлся современником царя III династии Ура Ибби-Суэна. Однако в Ларсе не найдено ни одного памятника подтверждающего пребывание Напланума в этом городе. Также известно, что царь Ура продолжал распоряжаться в Ларсе и поддерживать его храмы (сохранились данные о выдаче скота храму Шамаша в этом городе), в то время когда там как-бы начал править уже Напланум. Согласно одной версии Напланум был простым царским чиновником, находившимся на службе у Ибби-Суэна и по какой-то причине попавший в список царей Ларсы. Либо он был предком более поздних царей Ларса, от которого они прослеживали своё происхождение. В самой Ларсе он никогда не правил и, на самом деле, этим городом завладели лишь его потомки. Возможно, что Напланум, как вождь скотоводческого племени, захватил лишь пастбища в ряде восточных номов Двуречья и, вероятно, под его контролем находился Лагаш и, возможно часть тех городов, которые перечислены как погибшие в «Плаче о гибели Ура»: Умма, Ларак, может быть Кеш. Ни в одной собственной надписи ни один из более поздних царей Ларсы не упоминает Напланума, как своего предка.
Имя Напланум встречается в нескольких хозяйственных текстах, составленных в последние годы правления III династии Ура. В них он часто назван словом «марту», то есть амореем. Отмечены его продажи больших партий зерна во время голода наступившего накануне падения Ура. Возможно, что этот купец и вождь аморейского племени Напланум это одно и то же лицо. Богатства накопленные на спекуляциях с зерном могли способствовать потомкам Напланума в основании собственного царства.
Согласно списку царей Ларсы Напланум правил 21 год.